# René Dahuron
René Dahuron (né autour de 1660 et mort en 1730) est un jardinier français. Il travailla cinq ans au jardin du Roi à Versailles où il fut l'élève de Jean-Baptiste de La Quintinie (1624-1688). Il entra ensuite au service du duc de Brunswick-Lunebourg puis à celui du roi de Prusse à Berlin. Il écrivit des ouvrages sur l'horticulture dont les arbres fruitiers mais s'inspirant fortement des ouvrages de La Quintinie.